# ゼノサーガ エピソードI［力への意志］
『ゼノサーガ エピソードI［力への意志］』（ゼノサーガ エピソード ワン ちからへのいし）は、モノリスソフトが制作、 ナムコ（後のバンダイナムコゲームス）が2002年2月28日に発売したPlayStation 2用ロールプレイングゲーム。ゼノサーガシリーズの第1作目となる。PlayStation 2用ソフトで最初に片面二層DVDを採択した。そのため、初期型PS2では起動失敗されることがある。
また海外版を基に再構成した『ゼノサーガ エピソードI リローディッド［力への意志］』（CEROレーティング15歳以上対象）が2003年11月20日に発売されている。音声の変更以外では一部のイベントシーンが変更されている。また、ムービーシーンをいつでも再生できるリプレイ機能の追加。モモとKOS-MOSに新コスチュームが追加された。

## 概要
1998年にスクウェア（現：スクウェア・エニックス）から発売された『ゼノギアス』の流れを汲むSFRPG。ゼノサーガ三部作の第一弾となる。監督・脚本は『ゼノギアス』同様に高橋哲哉が手掛け、一部スタッフも共通しているが、あくまで『ゼノギアス』の初期構想をベースに発展・拡張したものであり、直接の関連性は無い。『ゼノギアス』本編をエピソードVとする初期構成で言えば、その中で最も古いエピソードIの星間戦争時代に相当する。詳細はゼノギアス、およびゼノサーガシリーズの記事も参照。
主人公である女性技術者シオン・ウヅキと、彼女が開発したアンドロイドKOS-MOSを中心とした物語だが、群像劇の構造を持ち、様々なキャラクターの視点で語られる。後半からは仲間キャラクターの一人であるJr.を巡る因縁が主軸となり、彼が実質的な主人公となる。ストーリーは合計7時間にも及ぶムービーを見てストーリーを追いながら、宇宙船やスペースコロニーを探索したりダンジョンを攻略して進めていく一本道のRPGの方式を取る。
戦闘はコマンド入力による必殺技や搭乗型ロボットを駆使して戦うもので、『ゼノギアス』を一部踏襲したシステムとなっているが、コマンドは物理とエーテルに分類されたり、ロボット「A.G.W.S」は使用が必須ではないなど相違点も多い。
本作はモノリスソフトの処女作となるが、当時は組織作りと並行して開発を行っていたこともあり、人材が足りず予算も時間も目減りしていく中での製作だった。スクウェアの旧CG室（現・ビジュアルワークス）の出身のスタッフがいたため、ムービーはいくらでも作ることができたが、マスターアップの約半年前にプログラマーが入社するまで描画エンジンが無く、2年の開発期間のうち1年半はムービーだけを作り込むしかなかったという。ゲーム部分はほぼそこから一気に開発が進められた。

## 登場勢力・組織
星団連邦政府
50万もの惑星で成り立っている連邦国家。各惑星には高度な自治権が与えられている。首都に相当する主星はフィフス・エルサレム。シオン・ウヅキは連邦政府軍の海兵隊に同行し、巡洋艦ヴォークリンデに搭乗することになる。
巡洋艦ヴォークリンデ
ヴェクター社が開発した対グノーシス専用戦闘艦。ただし、公試運転中で装備は8割が未装。
接触小委員会
人類に敵対的行動を示す謎の存在であるグノーシスを研究するために作られた組織。民間の有職者も加わっており、約2000人が参加している。M.O.M.O.の開発者であるユリ・ミズラヒもその1人。
第二ミルチア
星団連邦政府統治下にある惑星。14年前の紛争からの復興を進めるため、星団連邦政府から高度な自治特権を与えられている。
クーカイ・ファウンデーション
12年前に第二ミルチア自治州によって編成された特殊財団。ライフリサイクル法の被害を受けた人を救済している組織。もともと軍事組織だったが近年武装解除し、財団法人に転身した。12個のゾハルエミュレーターを保持している。全長4000メートルはあるという巨大戦艦デュランダルの船内には、パークやポートなど、さまざまな施設が存在している。モニュメントだけの設計ではなく、非常時にコロニーを廃棄して住民の一斉脱出が必要な際の着艦位置や脱出経路が考慮されている。
旧ミルチア
14年前の紛争によって壊滅した惑星。現在はU.M.N.によって封鎖されている。また旧ミルチアの機能は別の宙域に存在する第二ミルチアに移された。
ヴェクター・インダストリー
食品から薬品、各種ソフトウェアやハードウェア。さらには通信や兵器に至るまで、文化文明に関わる様々な物を生産流通している巨大複合企業体。数多くの部門に分割され、第一から第三開発局が中枢となっている。シオン・ウヅキは、その第一開発局に所属している。U.M.N.を管理しているため、星団連邦政府内において強い影響力を持っている。
U-TIC機関
連邦に属さない組織だが、その技術力、軍事力は連邦政府軍を上回る。物語の冒頭でモモを拉致するという行動に出た。ミルチア紛争、プロジェクトゾハルに深く関わっているとされる機関。謎が多い。司令官はマーグリス。
A.G.W.S（エイグス）
対グノーシス用兵器の総称で、正式名称は"Anti Gnosis Weapon System"。グノーシスを知覚するD.S.S.S.を搭載。駆動エネルギーは母艦から供給される。居所が容易にわからないグノーシスに対応するべく、サイズは大型自動車並みに小型化されており、形状は必ずしも人型ではない。
D.S.S.S（ディートリプルエス）
正式名称は"Double Slit Sensory System"。ヴェクター社が開発したグノーシスを知覚するための虚数領域知覚装置で、二重状のカメラ面で構成されている。A.G.W.S.や戦闘機のセンサー部分に装備されているが、知覚のみでグノーシスの実態化はできない。
ヒルベルトエフェクト
虚数領域へ干渉するための限定領域発生装置。通常は視認や攻撃ができないグノーシスを実体化し、攻撃可能にする装置。百式観測用レアリエンやKOS-MOSに搭載されているが、装置は別であり、彼女たちは装置を着用するための本体となる。

## ストーリー

### プロローグ
20XX年、地球、ケニア、トゥルカナ湖。アフリカ大陸で発掘作業をしていたMr.マスダが遺跡に銀色のプレートをはめ込むと、光とともに大地震が起こり湖中から建造物が現れる。そして空間に金色のプレート型をした物体が実体化した。この物体は、のちに「事象変移機関ゾハル」と名付けられ、宇宙創世から存在していたことが証明される。「ゾハル」は様々な事物を消失する力を持っており、人類は地球圏からの脱出を余儀なくされた。これは、叙事詩『ゼノサーガ』全体のファーストシーンとなる。

### KOS-MOSの起動実験
約4000年後。宇宙空間に漂う金色のプレートを巡洋艦ヴォークリンデが回収する。そして、その内部では、ヴェクター一局のメンバーたちにより、KOS-MOSの戦闘実験が仮想空間内（以後この仮想空間をゲーム中の用語に従ってエンセフェロンと呼ぶ）で行われていた。無謀な実験を行ったために崩壊するエンセフェロン内でシオンはネピリムと遭遇するが、その直後、アレンによってエンセフェロンから現実に引き戻される。シオンはブリッジに実験報告をするが、アンドリュー中佐より、いまだ実働実験に移れていないことに対する不満をぶつけられる。

### グノーシス出現、KOS-MOS起動
10日後、静けさに包まれるヴォークリンデに、KOS-MOSが自律モードで覚醒しようとしていることに対する警報音が鳴り響いた。それと時を同じくして、艦隊前方にグノーシスの大群が押し寄せる。装備不十分のために蹂躙される艦隊。グノーシスに捕まったシオンは死を覚悟したが、彼女を覚醒したKOS-MOSが救った。ゾハル格納庫にある脱出ポッドに向かう一行。そこでKOS-MOSはシオンを救うため、バージル中尉を撃ち殺す。しかし、ゾハルはグノーシスに奪われてしまう。シオン、アレン、KOS-MOS、そして、ゾハルをマーグリスのもとに送るため格納庫にいたアンドリュー中佐はポッドで脱出し、たまたまこの宙域を訪れていたエルザに救助された。グノーシスの残存勢力がエルザを襲い、アンドリュー中佐が捕まるが、エルザの乗組員ケイオスの不思議な力によって、グノーシスは消滅した。

### 小惑星プロレマ
接触小委員会よりジギーは、小惑星プロレマのU-TIC機関に拉致されているM.O.M.O.の救出の依頼を受ける。プロレマに潜入したジギーはM.O.M.O.と接触する。二人は行く手を阻むA.G.W.S.やマーグリスの追撃をかわし、小型艇を奪ってプロレマを脱出した。U-TIC機関の追撃機とハイパースペース内で戦闘する二人は、偶然通りかかったエルザに救出された。

### デュランダル対U-TIC機関
惑星アリアドネ消失の現場をJr.は調査するが、何一つ痕跡を見出せない。その後、調査を進めるために大破して無人となったヴォークリンデを調査するが、待ち構えていたU-TIC機関と戦闘になってしまう。デュランダルは戦闘により、U-TIC機関の艦を沈黙させた。

### 聖堂船（巨大グノーシス）内部
ハイパースペース内を航行中のエルザは、強制的に通常空間に引きずり出され、グノーシスの大群に囲まれる。KOS-MOSがヒルベルトエフェクトを展開するが、エルザは聖堂船といわれる巨大グノーシスに飲み込まれてしまう。内部でシオンたちは、まるでアリアドネ自体がグノーシス化してしまったかのような光景に出くわす。聖堂船の中心部で、ヴォークリンデより奪われたゾハルを発見する。ゾハルからアンドリューに波動が流れ込み、グノーシスと化した彼をシオンたちは倒す。アンドリューの心は虚無の浜辺にたどり着き、安らぎを得る。エルザとともに脱出したシオンたちはグノーシスの大群に追われる。駆けつけたデュランダルでさえ手に負えないグノーシスをKOS-MOSはすべて吸収した。

### 14年前のミルチア
連邦政府の中に入り込んだU-TIC機関により、クーカイ・ファウンデーション、第二ミルチア政府は反逆者とされ、連邦艦隊より砲撃を受ける。シオンたちは冤罪を晴らすため、改ざん不可能なAAAクラスのセキュリティーを持つKOS-MOSのメモリーにエンセフェロン・ダイブする。エンセフェロン空間の中は、シオンたちの記憶が共鳴した結果、14年前のミルチアが再現される。エンセフェロン空間に建つ教会の中でシオンたちは、レアリエンのフェブロニアに出会う。彼女は妹のセシリーとキャスを囚われの牢獄から解放してくれるようシオンに頼む。またネピリムは、KOS-MOSとウ・ドゥの衝突により星々が砕ける未来をシオンたちに見せる。その後、彼女たちはKOS-MOSの深層領域プロテクトを解除し、現実に帰還する。

### グノーシスに襲われるクーカイ・ファウンデーション
冤罪を晴らしたクーカイ・ファウンデーションに奇妙な歌声が流れた。シオンたちは、ファウンデーションの内部に大量に発生したグノーシスを駆逐するが、その隙にアルベドによってM.O.M.O.が拉致されてしまう。

### ネピリムの歌声
ネピリムの歌声の内部で、アルベドはM.O.M.O.の心に封印されたY資料を手に入れるため、彼女の心に侵入する。M.O.M.Oを救出するために歌声の内部に入ったシオンたちは、その中心部でアルベドと対峙する。衝突するアルベドとJrの力をM.O.M.O.が中和する。そのとき、突然青マントの男が現れ、アルベドと青マントの男は言葉を交わし、それぞれ去っていった。

### 天の車
アルベドが天の車を起動させ、その砲頭が第2ミルチアの首都を向く。シオンたちはそれを阻止するため天の車に乗り込む。その最深部ではアルベドが待ち構えており、動力炉とグノーシスを融合させるが、シオンたちはそれを破壊した。

### エンディング
第2ミルチアへ落ちていく天の車。シオンたちは天の車を分解し、それらは大気圏で燃え尽きる。天の車を脱出したエルザだったが、脱出の衝撃で大気圏進入角度が深くなってしまい、大気によって焼かれようとしていた。それをKOS-MOSが船外よりシールドをはってエルザを守った。

## 音楽
サウンドトラックは光田康典によって作曲され、ロンドン・フィルハーモニー管弦楽団によって演奏された。
挿入歌「Pain」
歌 - Joanne Hogg
エンディングテーマ「Kokoro」
歌 - Joanne Hogg

### CD
サウンドトラックCDは、当初デジキューブから発売されたが、倒産により廃盤。その後、2004年に光田康典が自社レーベルのスレイベルズより、一部楽曲を新たに録音し直して再発売した。
- 「Kokoro (Theme from "Xenosaga Episode I") 」 - 2002年2月6日、デジキューブより発売。廃盤。主題歌・挿入歌収録の先行シングル。
- 「ゼノサーガ オリジナル・サウンドトラック」 - 2002年3月6日、デジキューブより発売。廃盤。
- 「Xenosaga Episode I」 - 2004年5月19日、プロキオンスタジオ（スレイベルズ）より発売。

## 製作スタッフ
- 監督 : 高橋哲哉
- 脚本 : 高橋哲哉、嵯峨空哉
- キャラクターデザイン : 田中久仁彦
- メカニカルデザイン : 石垣純哉、麦谷興一、沙倉拓実
- 音楽 : 光田康典
- プロデューサー : 杉浦博英

## コミカライズ
馬場淳史作画で『コミックZERO-SUM』連載、単行本全3巻
1. 2005年4月25日発売、ISBN 978-4758051415
2. 2006年2月25日発売、ISBN 978-4758052139
3. 2006年6月24日発売、ISBN 978-4758052283